# Перт
Перт (енгл. Perth) је административни центар и најнасељенији град Западне Аустралије, једне од аустралијских држава. Према процени из 2023. у граду је живело 2.309.338 становника. Четврти је град по величини у Аустралији после Сиднеја, Мелбурна и Бризбејна. Са трендом раста од 2% годишње, Перт је град који се најбрже развија у Аустралији. Град се налази на обали Индијског океана и реке Свон. Био је домаћин Игара Комонвелта 1962.
Капетан Џејмс Стирлинг основао је Перт 1829. године као административни центар колоније Свон река. Статус града (који тренутно припада мањем граду Перт) стекао је 1856. године. Град је своје име наследио због утицаја сер Џорџа Марија, тадашњег члана парламента у Пертширу и државног секретара за рат и колоније. Становништво града знатно се повећало као резултат златних грозница у Западној Аустралији крајем 19. века. Током учешћа Аустралије у Другом светском рату, Фремантл је служио као база за подморнице које су деловале на Пацифичком театру, а флота летећих бродова Каталина Америчке морнарице била је стационирана у заливу Матилда. Прилив имиграната након рата, углавном из Британије, Италије, Грчке и Југославије, довео је до брзог раста становништва. Након тога уследио је нагли пораст економске активности који је потекао из неколико рударских бумова крајем 20. и почетком 21. века, и Перт је постао регионално седиште за неколико великих рударских операција.

## Географија

### Клима
У граду је заступљена медитеранска клима са врелим и прилично сувим летима, које прекидају само краткотрајне олује. Зиме су влажне и благе. Лети температура редовно прелази 35 степени, понекад и 40. Зими ретко пада испод 0 степени. Зими су честе јаке олује са грмљавином и обилним кишама. Просечна температура најтоплијег фебруара је 24,5 степени, а рекордна највиша 46. Просечна температура у јулу је 13,1 степен. Снег никад није забележен у граду.
| Клима Перта, Запада Аустралија   | Клима Перта, Запада Аустралија | Клима Перта, Запада Аустралија | Клима Перта, Запада Аустралија | Клима Перта, Запада Аустралија | Клима Перта, Запада Аустралија | Клима Перта, Запада Аустралија | Клима Перта, Запада Аустралија | Клима Перта, Запада Аустралија | Клима Перта, Запада Аустралија | Клима Перта, Запада Аустралија | Клима Перта, Запада Аустралија | Клима Перта, Запада Аустралија | Клима Перта, Запада Аустралија |
| Показатељ \ Месец                | .Јан.                          | .Феб.                          | .Мар.                          | .Апр.                          | .Мај.                          | .Јун.                          | .Јул.                          | .Авг.                          | .Сеп.                          | .Окт.                          | .Нов.                          | .Дец.                          | .Год.                          |
| -------------------------------- | ------------------------------ | ------------------------------ | ------------------------------ | ------------------------------ | ------------------------------ | ------------------------------ | ------------------------------ | ------------------------------ | ------------------------------ | ------------------------------ | ------------------------------ | ------------------------------ | ------------------------------ |
| Апсолутни максимум, °C (°F)      | 44,4 (111,9)                   | 46,2 (115,2)                   | 42,4 (108,3)                   | 39,5 (103,1)                   | 34,3 (93,7)                    | 26,2 (79,2)                    | 25,8 (78,4)                    | 30,0 (86)                      | 34,2 (93,6)                    | 37,2 (99)                      | 40,4 (104,7)                   | 44,2 (111,6)                   | 46,2 (115,2)                   |
| Максимум, °C (°F)                | 31,2 (88,2)                    | 31,6 (88,9)                    | 29,6 (85,3)                    | 25,9 (78,6)                    | 22,3 (72,1)                    | 19,5 (67,1)                    | 18,4 (65,1)                    | 19,1 (66,4)                    | 20,4 (68,7)                    | 23,4 (74,1)                    | 26,8 (80,2)                    | 29,3 (84,7)                    | 24,79 (76,62)                  |
| Минимум, °C (°F)                 | 18,1 (64,6)                    | 18,4 (65,1)                    | 16,8 (62,2)                    | 13,8 (56,8)                    | 10,4 (50,7)                    | 8,6 (47,5)                     | 7,9 (46,2)                     | 8,3 (46,9)                     | 9,5 (49,1)                     | 11,6 (52,9)                    | 14,4 (57,9)                    | 16,4 (61,5)                    | 12,85 (55,12)                  |
| Апсолутни минимум, °C (°F)       | 8,9 (48)                       | 9,9 (49,8)                     | 6,3 (43,3)                     | 4,7 (40,5)                     | 1,3 (34,3)                     | −0,7 (30,7)                    | 0,0 (32)                       | 1,3 (34,3)                     | 1,0 (33,8)                     | 2,2 (36)                       | 5,0 (41)                       | 7,9 (46,2)                     | −0,7 (30,7)                    |
| Количина кише, mm (in)           | 20,2 (0,795)                   | 13,1 (0,516)                   | 19,7 (0,776)                   | 35,7 (1,406)                   | 89,4 (3,52)                    | 124,5 (4,902)                  | 145,9 (5,744)                  | 126,0 (4,961)                  | 84,8 (3,339)                   | 38,8 (1,528)                   | 21,8 (0,858)                   | 10,9 (0,429)                   | 733,2 (28,866)                 |
| Дани са падавинама (≥ 1mm)       | 1,7                            | 1,2                            | 2,5                            | 4,6                            | 8,6                            | 11,8                           | 14,4                           | 13,0                           | 10,9                           | 5,7                            | 3,7                            | 2,0                            | 80,1                           |
| Поподневна релативна влажност, % | 39                             | 38                             | 40                             | 46                             | 50                             | 56                             | 57                             | 54                             | 53                             | 47                             | 44                             | 41                             | 47,1                           |
| Сунчани сати — месечни просек    | 356,5                          | 314,9                          | 295,5                          | 246,0                          | 211,7                          | 180,6                          | 188,4                          | 219,8                          | 232,4                          | 299,8                          | 320,4                          | 359,4                          | 3.225,4                        |
| Извор: Bureau of Meteorology     |                                |                                |                                |                                |                                |                                |                                |                                |                                |                                |                                |                                |                                |

## Историја

### Пре открића
Пре него што су Европљани населили овај крај, овде су боравили племена Whadjuk и Noongar пре 40.000 година. Доказ су археолошке ископине близу реке Свон. Пре 1829. овај крај се звао Борло, име које су му дали Абориџини. 10. јануара 1697. године се Перт први пут појављује у европској документацији у списима холандског капетана Виљема де Влеминга.

### Откриће и каснији период
Перт је 1829. основао капетан Џејмс Стирлинг. Име је добио по месту Перт у Шкотској које је данас далеко мање и има свега 43 хиљаде становника.

## Становништво
Према попису, у граду је 2006. живело 1.256.035 становника.
| 1991.     | 1996.     | 2001.     | 2006.     |
| --------- | --------- | --------- | --------- |
| 1.018.702 | 1.096.829 | 1.176.542 | 1.256.035 |

### Етничке групе
2006. године највеће етничке групе :
- Енглези 28,6%
- Аустралијанци 25,6%
- Ирци 6,2%
- Шкоти 6,1%
- Италијани 4,5%
- Кинези 2,9%
- Абориџини 0,2%

## Привреда

### Саобраћај
Аеродром Перт опслужује град.